# ターニング・ポイント (バンド)
ターニング・ポイント（Turning Point）は、1970年代後半のイギリスのフュージョン・バンドである。アイソトープで一緒に演奏していたジェフ・クライン（ベース）とブライアン・ミラー（キーボード）、そしてペピ・レマー（言葉のないボーカル）によって、バンドは結成された。彼らは2枚のアルバムを録音している：『クリーチャーズ・オブ・ザ・ナイト』（1977年）と『暗黙の契り』（1978年）で、どちらもガル・レーベル (Gull label)から発表された。

## ディスコグラフィ

### アルバム
- 『クリーチャーズ・オブ・ザ・ナイト』 - Creatures of the Night (1977年)
- 『暗黙の契り』 - Silent Promise (1978年)